# Société du Renard
De Société (anonyme) du Renard is een voormalige machine- en locomotievenfabriek gelegen in de Brusselse Marollenwijk. Het was, naast de Société anonyme John Cockerill in Seraing en de Société Saint-Leonard in Luik, een van de drie eerste ondernemingen die actief was in de Belgische spoorwegindustrie. Naast locomotieven werden er ook stoommachines en metalen boten gebouwd.

## Geschiedenis
Omstreeks 1835 werd de machinefabriek van Renard opgericht door de Société Générale de Belgique in de volkse Marollenwijk, onder directie van M. Cocheaux. De naam 'Renard' (Frans voor 'vos') dankt de onderneming aan haar ligging aan het einde van de Vossenstraat, deels op de terreinen van het voormalige Kapucijnenklooster van Brussel en het huidige Vossenplein. Het was een vrij grote fabriek die enkele honderden arbeiders uit de directe omgeving tewerkstelde.

### Productie van locomotieven
Op 5 mei 1835 reed voor de eerste maal een trein op het Europese vasteland tussen Brussel-Groendreef en Mechelen. De spoorwegen waren meteen een groot succes en zorgden voor een sterke uitbreiding van het spoorwegnet. Inspelend op de groeiende vraag naar spoorwegmaterieel begon de Sociéte du Renard met de productie van haar eerste locomotief, de 'Saint-Michel', die vanaf 1838 werd ingezet op Spoorlijn 25 tussen Mechelen en Brussel. Deze locomotief stond erom bekend dat hij sneller was dan de 'Stephenson', een Britse locomotief uit 1835 die sinds de eerste treinrit werd ingezet op hetzelfde traject. De productie van spoorwegmateriaal groeide uit tot een hoofdactiviteit van de fabriek en in de jaren die volgden verlieten verschillende locomotieven de ateliers aan de Vossenstraat. Van de 146 locomotieven die in 1843 in dienst waren van de Belgische spoorwegen kwamen er 77 van Cockerill, 13 van de Société du Renard en 11 van de Société Saint Léonard (de overige 45 locomotieven waren geïmporteerd uit Engeland).
Aangezien de Société du Renard middenin de Marollen lag had deze geen eigen spoorwegaansluiting. Nieuwe locomotieven dienden dus doorheen de straten getransporteerd te worden op speciaal hiervoor ontworpen wagens, een proces dat enkele uren in beslag nam. In de hallen van de fabriek was wel een klein stuk spoorweg aangelegd met als doel nieuwe locomotieven te testen en demonstreren.
Hoewel haar producie een stuk lager was dan die van Cockerill of van Engelse constructeurs, begon de Société du Renard naam te maken in de spoorwegwereld. Haar locomotieven waren te zien op internationale tentoonstellingen, waarbij deze soms zelfs in de prijzen vielen voor hun uiterlijk en mechaniek. In kranten werd gemeld dat treinbestuurders de voorkeur gaven aan Renard-locomotieven, boven de Engelse of die van Cockerill. Twee locomotieven van Renard, de 'Victoria' en 'Albert', trokken in 1843 zelfs het koninklijk konvooi van Koning Leopold I. Er werd ook materieel uitgevoerd, onder andere naar de Duitse gebieden, waar twee locomotieven van de Société du Renard actief waren.

### Sluiting
Ondanks het bescheiden succes had de fabriek het niet altijd even eenvoudig. Hoewel ze de bankencrisis van 1839 overleefde (in tegenstelling tot de eerste fabriek van Cockerill), ontstonden er af en toe geruchten over een sluiting op momenten wanneer ze plots een hoop werknemers ontsloeg. De Société du Renard bleef nog even bleef voortbestaan maar het aantal bestellingen nam geleidelijk aan af. De concurrentie van de Société anonyme John Cockerill, die door inspanningen van de Belgische staat kon doorleven, was voor de Brusselse fabriek te zwaar. De locomotieven en machines van het grotere Cockerill waren goedkoper door de grootschalige productie ervan en de nabijheid van staalfabrieken en steenkoolmijnen. Na enkele jaren van zware schulden sloot de fabriek omstreeks 1847 de deuren, waarbij 400 arbeiders op straat kwamen. Dit was voor de toen al zeer arme Marollenwijk een zware klap.

### Antoine Wiertz
De bekende Belgische kunstenaar Antoine Wiertz huurde vanaf 1847 de verlaten fabriekshallen om er zijn atelier in te vestigen. Hier schilderde hij onder andere "Triomf van Christus", "Twee meisjes of de mooie Rosine", "Het verbrande kind" en "De vlucht naar Egypte". Hij bleef er enkele jaren wonen alvorens naar de Godecharlestraat te verhuizen.

### Sloop
Na het vertrek van Wiertz werden de hallen nog even gebruikt als ruimte om vee tentoon te stellen. Ondertussen maakte schepen voor openbare werken Auguste Blaes plannen op voor een groot saneringsproject in de Marollen. Om een einde te maken aan de wildgroei aan ongezonde krotwoningen en ongezonde situatie werden de Blaesstraat en het Vossenplein aangelegd dwars door de Marollen. De stad Brussel kocht het voormalige fabrieksgebouw op om te vermijden dat het terrein in handen kwam van grondspeculanten. De fabriekshallen werden uiteindelijk in 1859 gesloopt om plaats te maken voor het Vossenplein en de aanpalende brandweerkazerne.